# Młode Niemcy (literatura)
Młode Niemcy (niem. Junges Deutschland) – ruch literacki trwający od 1830 (francuskiej rewolucji lipcowej) do rewolucji marcowej 1848 roku.
Nazwa Młode Niemcy po raz pierwszy pojawia się u Heinricha Laubego, ale popularność uzyskała dzięki Ludolfowi Wienbargowi, który w Ästhetische Feldzüge (1834) napisał „Młodym Niemcom, nie starym poświęcam tę książkę”.

## Przedstawiciele
Przedstawicielami nowego ruchu są: Heinrich Heine, Karl Gutzkow, Heinrich Laube, Ludolf Wienbarg i Theodor Mundt.
10 grudnia 1835 roku na podstawie postanowienia
Związku Niemieckiego (Deutscher Bund) zabroniono wydawania ich pism. Zdarzyło się to po raz pierwszy w dziejach niemieckiej literatury.
Między innymi pretekstem do wydania ww. postanowienia były wypowiedzi bardzo wpływowego wówczas krytyka literackiego Wolfganga Menzel, który w dziele Karla Gutzkowa Wally, die Zweiflerin doszukał się pornografii i bluźnierstwa.
Innym powodem były powstające ruchy polityczno-rewolucyjne takie jak Tajny Związek Młode Niemcy (Geheimbund Junges Deutschland).
Heinrich Heine, który nie uważa się za członka Młodych Niemiec, w Über den Denunzianten ostro zaatakował Menzla pisząc:

jeszcze jedną cnotę znajdujemy u Niemców, której nie zauważamy u Pana Menzla: odwagę. Pan Menzel jest tchórzem.
   Nie mówię tego w żadnym razie, aby go jako człowieka upokarzać...”

W późniejszym okresie do ruchu Młode Niemcy zalicza się również Adolfa Glassbrennera, Gustava Kühnego, Maksa Waldaua i Georga Büchnera, aczkolwiek ten ostatni neguje swoją przynależność do niego.

## Poglądy i cele
Reprezentowali poglądy demokratyczne i pragnęli odnowienia literatury.
Atakowali absolutyzm i feudalizm, ortodoksyjny katolicyzm. Domagali się społecznej sprawiedliwości, równości i wolności dla wszystkich obywateli. Uważali idealizm klasyków i romantyków jako apolityczny i zacofany. Dążyli do upolitycznienia literatury przy pomocy satyry.
Popierali emancypację kobiet, ich prawo do kształcenia i decydowania o sobie. Pisali o cenzurze i domagali się wolności prasy.
Większość reprezentantów tego ruchu uważała się za publicystów. Dlatego też oprócz poetyckich tekstów, powieści i noweli pojawiają się takie literackie formy, jak listy, pamiętniki, ulotki, dziennikarskie teksty i felietony.